# Rolf de Heer
Rolf de Heer (ur. 4 maja 1951 w Heemskerk w Holandii) – australijski producent filmowy i reżyser holenderskiego pochodzenia.

## Nagrody
- Nagroda na MFF w Wenecji
  - 1993: Nagroda Specjalna Jury za Bad Boy Bubby
  - 2002: Nagroda SIGNIS za The Tracker